# 大鷹鳥谷山
大鷹鳥谷山（おおたかどややま）は、福島県田村市都路町古道と双葉郡川内村大字下川内との境界にある山である。標高は794m。阿武隈高地に属する。山頂付近におおたかどや山標準電波送信所がある。

## 送信所
昭和後期にはデッカ航法のための送信所が設けられていた。海上保安庁が管理し高さ150メートル級の送信アンテナを有していた「川内デッカ局」で、1976年（昭和51年）3月30日に運用開始、金成（宮城県）を主局とする東北デッカチェーンの3つの従局のひとつで、他に種市（岩手県）と粟島（新潟県）に従局があった。ロランCの登場やGPSの普及を背景に、先行する北海道・北九州に比べて利用の伸びは芳しくなく、海上保安庁が運用する東北・関東・北陸・四国の4チェーンは早くも1993年（平成5年）6月30日に廃止となる。
川内デッカ局の跡地に後に建設されたのがおおたかどや山標準電波送信所で、1999年（平成11年）6月10日に運用開始されている。北九州デッカチェーンの研究を行った電気工学者の加島篤によると、標高が高くかつ開けた土地がある点、道路や電線・電話回線が整備されている点、デッカ運用の際に得られた電波伝搬特性のデータが活用できる点の3つでデッカ局所在地はJJY送信所にも適しており、はがね山標準電波送信所も羽金山（福岡県・佐賀県）の北九州デッカチェーン・前原デッカ局跡地に設けられている。